# セレブクマキリ
『セレブクマキリ』 (CELEB KUMAKIRI) は、2006年1月7日から2007年3月31日まで静岡第一テレビ (SDT) で、毎週土曜 11:50 - 12:00 (JST) に放送された10分間のバラエティ番組である。NTTドコモ東海の一社提供番組。

## 概要
『今ウレランキング』の後を受けてスタート。『今ウレランキング』のメイン出演者であった熊切あさ美に、熊切と同じホリプロ所属のお笑いコンビ・クルクルキューティクルの2人が加わり、セレブを目指して様々な体験を重ねていく番組として放送された。
ロケはほとんどが静岡県内で行われていたが、「音楽祭」の企画では東京都内でのロケも行われていた。
スポンサーであるNTTドコモの第三世代携帯電話（W-CDMA）サービス・FOMAのiモードサイトは、静岡第一テレビの公式サイトよりも詳しく番組の放送内容を掲載していた。
番組は2007年3月31日放送分をもって終了。同年4月からは後継番組『倶楽部クマキリ』が開始され、同番組でも引き続き熊切がメイン出演者を務めた。

## 出演者
- 熊切あさ美
- クルクルキューティクル（早房結香、前田友理香）
- フランソワ（御意見番）
- ナレーター：秋元啓二、伊藤久朗 （ともに静岡第一テレビアナウンサー）

## 本番組で放送された企画
- 料理対決
- セレブらしい言葉遣い
- オリジナルバレンタインチョコ作り
- イケメン社長と食事（ゴチ）
- 伊豆で仲居修行
- セレブらしいウォーキング&ポージング
- 乗馬
- 音楽祭でフルート奏者と共演（※1）
- スカッシュ体験
- ヨーガ体験
- 釣り修行
- 浴衣と水着で撮影会
- 富士急ハイランドで「ええじゃないか」絶叫&格付け&クイズの各対決
- ちょい悪おやじをコーディネイト
- ライフセービング
- キャンプで料理対決
- ピザ作り
- 歌のレッスン
- スポーツテスト
- 日本平動物園で写生
- 朝鮮語のレッスンと朝鮮料理
- 稲刈り体験と新米試食
- 静岡市内の109でコーディネイト対決
- 静岡県内で家探し
- 極上エステ体験（※2）
- クリスマスケーキ作り&人気ケーキランキング（「今ウレランキング」一日限りの復活企画）（※2）
- 健康チェック&血液サラサラチェック
- 寿司クイズ
- バレンタインチョコ作り
- 3人の今後を占う
- 静岡県立美術館でロダン作品鑑賞
- 熱川温泉&熱川バナナワニ園セレブツアー
（※1） - くまきり欠席（舞台「志村魂」出演中だったため）、クルクルキューティクルのみ出演
（※2） - クルクルキューティクル欠席（スケジュールの都合上）、くまきりのみ出演